# Liechtensteiner Cup 2017/18
Der Liechtensteiner Cup 2017/18 (offiziell: FL1 Aktiv-Cup) war die 73. Austragung des Fussballpokalwettbewerbs der Herren in Liechtenstein. Der Wettbewerb wurde vom 22. August 2017 bis am 2. Mai 2018 in fünf Runden im K.-o.-System ausgespielt. Titelverteidiger war der Rekordpokalsieger FC Vaduz, der sich mit einem 3:0-Finalsieg über den FC Balzers ein weiteres Mal den Pokalsieg sicherte. Der FC Vaduz erspielte sich zudem die Berechtigung zur Teilnahme an der Qualifikation zur UEFA-Europa League 2018/19.

## Modus
Sämtliche Liechtensteiner Mannschaften, die am Schweizer Ligensystem teilnahmen, waren auch für den Liechtensteiner Cup gemeldet. Das heisst, dass auch Zweit- und Drittmannschaften mitspielten. Dabei gab es bei der Auslosung der Begegnungen keine Einschränkungen, sodass auch Mannschaften desselben Vereins einander zugelost werden konnten. Die vier höchstklassierten Liechtensteiner Teams stiegen erst im Viertelfinale ein.
Der Liechtensteiner Cup wurde im K.-o.-System ausgetragen. Die Spiele fanden an folgenden Daten statt:
- 1. Vorrunde (22. & 23. August 2017): 8 Teams, die Sieger sind für die 2. Vorrunde qualifiziert.
- 2. Vorrunde (19./20. September & 4. Oktober 2017): 8 Teams, die Sieger sind für die Viertelfinals qualifiziert.
- Viertelfinals (24. & 25. Oktober 2017): 8 Teams, die Sieger sind für die Halbfinals qualifiziert.
- Halbfinals (10. & 11. April 2018): 4 Teams, die Sieger qualifizieren sich für das Endspiel.
- Final (2. Mai 2018)

## Teilnehmende Mannschaften
Folgende 16 Mannschaften waren für den Wettbewerb gemeldet:
| Challenge League (II) | 1. Liga (IV)                 | 2. Liga (VI) | 3. Liga (VII)                                     | 4. Liga (VIII)                                                                   | 5. Liga (IX)                                          |
| --------------------- | ---------------------------- | ------------ | ------------------------------------------------- | -------------------------------------------------------------------------------- | ----------------------------------------------------- |
| FC Vaduz              | FC Balzers USV Eschen-Mauren | FC Ruggell   | FC Balzers II FC Schaan FC Triesen FC Triesenberg | FC Balzers III USV Eschen-Mauren II FC Schaan Azzurri FC Triesen II FC Schaan II | USV Eschen-Mauren III FC Ruggell II FC Triesenberg II |

## 1. Vorrunde
Die 1. Vorrunde fand am 22. und 23. August 2017 statt. Nebst den vier höchstklassierten Liechtensteiner Teams (FC Vaduz, USV Eschen-Mauren, FC Balzers, FC Ruggell) hatten der FC Schaan, FC Triesen II, FC Balzers III und der USV Eschen-Mauren III per Losentscheid für diese Runde ein Freilos.
Folgende Paarungen wurden für die 1. Vorrunde ausgelost:
| Datum      |                   | Ergebnis |                      |
| ---------- | ----------------- | -------- | -------------------- |
| 22.08.2017 | FC Schaan Azzurri | 00:11    | FC Triesenberg       |
| 22.08.2017 | FC Triesenberg II | 1:2      | USV Eschen-Mauren II |
| 22.08.2017 | FC Ruggell II     | 1:6      | FC Triesen           |
| 23.08.2017 | FC Schaan II      | 0:2      | FC Balzers II        |

## 2. Vorrunde
Die vier Partien der 2. Vorrunde fanden am 19./20. September sowie am 4. Oktober 2017 statt. Zu den vier siegreichen Mannschaften der 1. Vorrunde stiessen in dieser Runde der FC Schaan, FC Triesen II, FC Balzers III und der USV Eschen-Mauren III dazu. Die vier höchstklassierten Liechtensteiner Teams (FC Vaduz, USV Eschen-Mauren, FC Balzers, FC Ruggell) hatten für diese Runde ein Freilos.
Folgende Paarungen wurden für die 2. Vorrunde ausgelost:
| Datum      |                       | Ergebnis |                |
| ---------- | --------------------- | -------- | -------------- |
| 19.09.2017 | USV Eschen-Mauren II  | 2:0      | FC Balzers II  |
| 20.09.2017 | FC Balzers III        | 5:6      | FC Schaan      |
| 20.09.2017 | USV Eschen-Mauren III | 4:2      | FC Triesen II  |
| 04.10.2017 | FC Triesen            | 1:5      | FC Triesenberg |

## Viertelfinale
Die Viertelfinals fanden am 24. und 25. Oktober 2017 statt.
Folgende Paarungen wurden für die Viertelfinals ausgelost:
| Datum      |                       | Ergebnis |                   |
| ---------- | --------------------- | -------- | ----------------- |
| 24.10.2017 | USV Eschen-Mauren II  | 0:9      | FC Vaduz          |
| 24.10.2017 | FC Ruggell            | 1:3      | FC Balzers        |
| 25.10.2017 | FC Schaan             | 1:5      | USV Eschen-Mauren |
| 25.10.2017 | USV Eschen-Mauren III | 3:1      | FC Triesenberg    |

## Halbfinale
Die Halbfinals fanden am 10. und 11. April 2018 statt.
Folgende Paarungen wurden für die Halbfinals ausgelost:
| Datum      |                       | Ergebnis |            |
| ---------- | --------------------- | -------- | ---------- |
| 10.04.2018 | USV Eschen-Mauren     | 0:2      | FC Vaduz   |
| 11.04.2018 | USV Eschen-Mauren III | 1:6      | FC Balzers |

## Finale
Der Pokalfinal im Rheinpark Stadion fand am 2. Mai 2018 statt.
| Paarung        | FC Vaduz – FC Balzers |
| Ergebnis       | 3:0 (2:0) |
| Datum          | Mittwoch, 2. Mai 2018 um 18:30 Uhr (MESZ) |
| Stadion        | Rheinpark Stadion, Vaduz |
| Zuschauer      | 675 |
| Schiedsrichter | Nikolaj Hänni ( Schweiz) |
| Tore           | 1:0 Maximilian Göppel (33.) 2:0 Marco Mathys (44.) 3:0 Franz Burgmeier (90.+1′) |
| 'FC Vaduz'     | Benjamin Siegrist – Maximilian Göppel, Tomislav Puljić, Mario Bühler, Axel Borgmann – Philipp Muntwiler, Milan Gajić (69. Diego Ciccone), Marco Mathys, Nils von Niederhäusern – Maurice Brunner (57. Boris Babić), Marko Dević (85. Franz Burgmeier) Cheftrainer: Roland Vrabec |
| FC Balzers     | Oliver Klaus – Martin Rechsteiner, Aleksandar Zarkovic, Daniel Kaufmann (46. Michael Alder), Seyhan Yildiz – Aron Sele, Roman Hermann, Livio Meier, Rafael Deplazes (77. Daniel Brändle) – Philippe Erne (62. Deniz Mujić), Enis Domuzeti Cheftrainer: Patrick Winkler           |
| Gelbe Karten   | Nils von Niederhäusern (51.) – Daniel Kaufmann (41.) |

## Torschützenliste
Bei gleicher Anzahl von Treffern sind die Spieler alphabetisch geordnet.
| Pl. | Name              | Team                  | Tore |
| --- | ----------------- | --------------------- | ---- |
| 01. | Aldin Turkes      | FC Vaduz              | 5    |
| 02. | Jonas Sprenger    | FC Triesenberg        | 4    |
| 02. | Jovo Zoric        | FC Triesenberg        | 4    |
| 04. | Marko Dević       | FC Vaduz              | 3    |
| 04. | David Hasler      | USV Eschen-Mauren III | 3    |
| 04. | Sandro Maierhofer | FC Balzers III        | 3    |
| 04. | Damian Schädler   | FC Triesenberg        | 3    |